# 4 to the bar
4 to the bar ist eine Lounge-Musik-Band, die 1990 von Andreas Stroh gegründet wurde.
Die musikalische Stilrichtung der Band ist eine Kombination aus Live-Musik: Jazz, Swing und Soul. Im eigenen Tonstudio werden die CDs produziert, die sowohl aus neu arrangierten Coversongs als auch aus eigenen Kompositionen bestehen. Die zunächst in Frankfurt ansässige Band absolvierte überregionale Auftritte u. a. im Café Einstein in Koblenz, Eröffnungsfeier des Hotels Adlon in Berlin, 50-Jahr-Feier des Spiegel, 50-Jahr-Feier des Stern, „Ball des Sports“ in Frankfurt, Formel-1-Rennen in Monaco, 24-Stunden-Rennen in Le Mans, Weltwirtschaftsforum in Davos.

## Diskografie
- 1996: „Blue Casino Moon“
- 1998: „Club Royale“
- 1999: „Live at the King Kamehameha“
- 2000: „Samba Bianco“[3]
- 2007: „5“
- 2012: „Your Heart Is Too Slow“
- 2013: „Rock EnVogue“